# Madhuca markleeana
Madhuca markleeana är en tvåhjärtbladig växtart som beskrevs av Yii och P.Chai. Madhuca markleeana ingår i släktet Madhuca och familjen Sapotaceae. Inga underarter finns listade i Catalogue of Life.